# Tom Spanbauer
Tom Spanbauer (Pocatello, Idaho, 30 de junio de 1946-21 de septiembre de 2024) fue un escritor estadounidense cuyo trabajo a menudo explora la sexualidad, la raza y los lazos que unen a personas dispares.

## Biografía
Criado en una familia católica de granjeros de origen alemán, inició sus estudios en la Universidad de Idaho y los continuaría años más tarde en la Universidad de Columbia (Nueva York). Antes de trasladarse a la costa Este, paso tres años en Kenia. En Nueva York se casó, se divorció, y sobrevivió como pudo con pequeños trabajos que compaginó con la escritura de su primera novela, poco conocida, Lugares remotos. Con la segunda, El hombre que se enamoró de la Luna, consiguió renombre internacional.
Tras este éxito se instaló en Portland, Oregón, donde imparte clases de literatura y sigue escribiendo. Su tercera novela fue La ciudad de los cazadores tímidos, que recoge probablemente instantes de su propia experiencia como inmigrante del lejano oeste en la Gran Manzana. En 2006 publicó Ahora es el momento, que gira en torno a la huida de un adolescente de finales de los años 60 desde su ciudad natal, llamada Pocatello, como la del autor, hacia California en busca de una existencia distinta.

## Escritura peligrosa
Spanbauer es el creador del concepto escritura peligrosa (dangerous writing en inglés que es como  definido su aproximación a la literatura) y la enseña en su propio taller de escritura de Portland, bautizada con el mismo nombre. El escritor más famoso surgido de ella es Chuck Palahniuk y en parte está basada en la filosofía minimalista de Gordon Lish, quien a su vez fue maestro de Spanbauer.
La escritura peligrosa usa ciertas técnicas literarias que enfatizan el minimalismo, y su nombre hace alusión al hecho de escribir sobre temas que causan miedo o vergüenza en el escritor, con el objetivo de explorarlos y expresarlos de la manera más sincera posible. Por este motivo, la mayor parte de las obras que siguen esta técnica están narradas en primera persona y tratan sobre determindados temas como los tabúes culturales.

Aparentemente puede no parecer algo peligroso o atrevido, pero lo es. Cuando las palabras que uno cree verdaderas sobre sí mismo finalmente se escriben, consiguen un poder que ya no controla exclusivamente el escritor. Estas palabras dejan ver a todo el que las lee el corazón desnudo del escritor, se convierten en entidades separadas, un documento inacabado sobre quién las escribe.

En el ensayo No perseguir a Amy (She Breaks your Heart), Chuck Palahniuk explica las técnicas de la escritura peligrosa analizando para ello el cuento corto The Harvest escrito por Amy Hempel, el mejor ejemplo de escritura minimalista según Palahniuk.
Las reglas fundamentales de la escritura peligrosa son cuatro:
- Los caballos: Si realizas un viaje en caravana, siempre utilizarás los mismos caballos. Con esta metáfora Spanbauer se refiere a utilizar ideas repetidas durante la narración para que todos los personajes y situaciones hagan referencia al tema central de la misma, como una sinfonía que va creciendo y nunca pierde su línea melódica original.

- Lengua quemada: Escribir ciertos pasajes de una forma incorrecta, retorciéndolos con el objeto de que el lector vaya más despacio y preste más atención, o tenga que volver atrás en el libro para aclararlas y enfrentarse al concepto que se quiere transmitir. Un ejemplo se puede encontrar en la primera frase de La ciudad de los cazadores tímidos: Las cosas empiezan donde no sabes y terminan donde sabes.

- Registro de ángel: No juzgar a los personajes ni definirlos burdamente con términos abstractos. No describir algo como terrible, alegre o simpático, sino dejar que el lector saque sus propias conclusiones basándose en los hechos y las apariencias.

- Ir al cuerpo: Una historia debe ser una sucesión de momentos vividos con todo detalle, describiendo las sensaciones para que parezca que se puedan tocar, para que sean casi físicas. Un ejemplo de esto se puede encontrar en El hombre que se enamoró de la luna, cuando su protagonista dice: Plantado en medio del río, tus pies y tus piernas aullarían de dolor, la sangre te subiría tan rápido como pudiera subir la sangre, poniendo tanta distancia entre ella y el río como la sangre pudiera poner.[3]